# 3-D Tic-Tac-Toe
3-D Tic-Tac-Toe é um jogo eletrônico desenvolvido pela empresa Atari para o console Atari 2600 e demais consoles de 8 bits da família Atari, lançado em 1980.

## Jogabilidade
O jogo é baseado no tradicional jogo da velha, basicamente uma versão computadorizada do jogo de tabuleiro Qubic, o qual é constituído por uma matriz 4x4x4 (quatro conjuntos de grades dispostas verticalmente, cada qual formada por quatro linhas e colunas de quadrados). Levou aproximadamente seis meses para ser desenvolvido.
Para vencer, o jogador deve colocar quatro de seus símbolos ('X' ou 'O') alinhados vertical, horizontal ou diagonalmente numa mesma grade, ou a intervalos regulares pelas quatro grades. Isto cria um total de 76 formas possíveis de se ganhar, em comparação com apenas oito maneiras possíveis em um padrão de 3×3 do jogo da velha convencional.
O jogo apresenta oito variações para o modo de um jogador, com diferentes níveis de dificuldade, e uma para dois jogadores. No modo de dificuldade mais elevado contra o computador, a CPU pode levar até 20 minutos para executar um movimento.
Em 1989, foi relançado como parte da coletânea de jogos de computador Microsoft Entertainment Pack, sob a denominação de TicTacTics. Nesta versão, pode se jogar também com a matriz 3x3 ou 3x3x3.